# Zon, Zuipen, Ziekenhuis
Zon, Zuipen, Ziekenhuis is een Nederlandse realityserie die een aantal weken per jaar door RTL 5 wordt uitgezonden. De eerste aflevering was in september 2012.
In iedere aflevering wordt een groep jongeren gevolgd tijdens hun vakantie. In de meeste afleveringen gaat het om Nederlandse jongeren op een van de drie populaire bestemmingen Albufeira, El Arenal en Sunny Beach. Tegelijk wordt het werk van drie ter plekke aanwezige Nederlandse artsen op de afdeling spoedeisende hulp gevolgd, waar de jongeren regelmatig belanden met een alcoholvergiftiging en andere gezondheidsproblemen. In enkele afleveringen staat een groep Britse jongeren tijdens hun verblijf op Kavos centraal.

## Kritiek
Op het programma kwam kritiek omdat het te sensatiebelust zou zijn. Ook zou de voice-over te weinig respect tonen voor bepaalde situaties waarin de gefilmde jongeren verkeren.

## Hernieuwde variant
In 2018 verscheen het programma in een hernieuwde variant terug op RTL 5. Het programma ging vanaf dit moment verder onder de naam Zon, Zuipen, Ziekenhuis: Hier is het feestje. In deze versie gaan presentatoren Dennis Weening, Rick Brandsteder en Nienke Plas op pad om mee te lopen met de feestende jongeren.